# 哈里森 (伊利諾伊州傑克遜縣)
哈里森（英語：Harrison）是位於美國伊利諾伊州傑克遜縣的一個人口普查指定地區。

## 地理
哈里森的座標為37°47′48″N 89°20′13″W / 37.79667°N 89.33694°W，而該地最高點為海拔高度124米（即407英尺）。

## 人口
根據2010年美國人口普查的數據，哈里森的面積為5.42平方千米，當中陸地面積為5.33平方千米，而水域面積為0.09平方千米。當地共有人口970人，而人口密度為每平方千米178.97人。